# Karl Lotter
Karl Lotter, nemški general in pravnik, * 2. junij 1893, Zaulanroda, † 27. september 1963, Brunseck.